# Rivière à Georges
Pour les articles homonymes, voir Georges et Rivière Georges.
La rivière à Georges est un affluent de la rivière Manouane, coulant dans le territoire non organisé du Mont-Valin, dans la municipalité régionale de comté (MRC) du Fjord-du-Saguenay, dans la région administrative de Saguenay-Lac-Saint-Jean, dans la Province de Québec, au Canada.
Le bassin versant de la rivière à Georges est desservie par la route R053 longeant la rive Est de la rivière Manouane et par quelques routes forestières secondaires pour les besoins de la foresterie et des activités récréotouristiques,,.
La foresterie constitue la principale activité économique du secteur ; les activités récréotouristiques, en second.
La surface de la rivière à Georges est habituellement gelée de la fin novembre au début avril, toutefois la circulation sécuritaire sur la glace se fait généralement de la mi-décembre à la fin mars.

## Géographie
Les principaux bassins versants voisins de la rivière à Georges sont :
- côté Nord : rivière du Castor-Qui-Cale, rivière Manouane, rivière Duhamel, Petite rivière Manouane ;
- côté Est : rivière de l’Épinette, rivière Pipmuacan, rivière Pipmuacan Ouest, réservoir Pipmuacan ;
- côté Sud : ruisseau Omer, rivière Manouaniche, ruisseau du Lièvre, ruisseau des Cascades, rivière Manouane, réservoir Pipmuacan, lac Ouellet ;
- côté Ouest : rivière Manouane, rivière Péribonka, rivière Houlière.

La rivière à Georges prend sa source à l’embouchure du lac des Raquettes (longueur : 2,4 km ; altitude : 410 m) en forme d’un crochet s’intégrant à un T. Cette source est située dans le territoire non organisé de Mont-Valin à :
- 36,5 km au Nord-Ouest du barrage à l’embouchure (côté Sud) du lac Pamouscachiou ;
- 7,6 km au Sud-Est de l’embouchure de la rivière à Georges (confluence avec la rivière Manouane ;
- 7,5 km à l’Est du cours de la rivière Manouane ;
- 25,9 km au Nord-Est de l’embouchure de la rivière Manouane[2],[5].

À partir de l’embouchure du lac de tête (lac des Raquettes), la rivière à Georges coule sur 9,2 km, entièrement en zone forestière, selon les segments suivants :
- 1,1 km vers l’Est, puis le Nord-Ouest en coupant la route forestière R0253, jusqu’à la décharge du lac Marcot (venant du Sud-Ouest) ;
- 3,5 km vers le Nord-Ouest notamment en traversant sur 1,0 km un lac non identifié (altitude : 441 m) sur sa pleine longueur, jusqu’à la décharge (venant de l’Est) du Lac des Sauvages ;
- 4,6 km vers le Nord-Ouest dans une vallée encaissée, jusqu’à l’embouchure de la rivière à Georges[2].

La rivière à Georges se déverse sur la rive Est de la rivière Manouane entre deux séries de rapides, à :
- 24,6 km à l’Ouest d’une baie du réservoir Pipmuacan ;
- 29,1 km au Sud de l’embouchure de la Petite rivière Manouane ;
- 28,6 au Nord-Est de l’embouchure de la rivière Manouane ;
- 31,1 km au Sud-Est de barrage à l’embouchure du lac Péribonka ;
- 36,3 km au Nord-Est de l’embouchure de la rivière Péribonka (confluence avec le lac Saint-Jean)[2]

## Toponymie
Le toponyme de « rivière à Georges » a été officialisé le 5 décembre 1968 à la Banque des noms de lieux de la Commission de toponymie du Québec.